# Тимошенко, Владимир Иванович (Герой Советского Союза)
Владимир Иванович Тимошенко (1922—2001) — полковник Советской Армии, участник Великой Отечественной войны, Герой Советского Союза (1945).

## Биография
Владимир Тимошенко родился 13 июля 1922 года в селе Касторное (ныне — посёлок в Курской области). Окончил среднюю школу. В 1939 году Тимошенко был призван на службу в Рабоче-крестьянскую Красную Армию. Окончил Грозненское пехотное училище. С начала Великой Отечественной войны — на её фронтах.
К апрелю 1945 года гвардии майор Владимир Тимошенко командовал 84-м гвардейским стрелковым полком 33-й гвардейской стрелковой дивизии 43-й армии 3-го Белорусского фронта. Отличился во время штурма Кёнигсберга. 6 апреля 1945 года полк Тимошенко успешно разгромил противника на подступах к Кёнигсбергу и 9 апреля ворвался непосредственно в сам город. Также полк успешно действовал во время боёв на Земландском полуострове, первым выйдя к заливу Фишгаузенер Вик.
Указом Президиума Верховного Совета СССР от 29 июня 1945 года гвардии майор Владимир Тимошенко был удостоен высокого звания Героя Советского Союза с вручением ордена Ленина и медали «Золотая Звезда».
После окончания войны Тимошенко продолжил службу в Советской Армии. В 1948 году он окончил Военную академию имени М. В. Фрунзе. В 1954 году в звании полковника Тимошенко был уволен в запас. Проживал и работал в Воронеже. Умер 7 декабря 2001 года, похоронен на Никольском кладбище Воронежа.
На доме, где он жил, установлена мемориальная доска.
Был также награждён тремя орденами Красного Знамени, орденами Александра Невского и Отечественной войны 1-й степени, рядом медалей.